# 陳焜傑
陳焜傑（英語：Kitson Chan，1981年10月25日—）無綫新聞部首席體育記者及主播。2004年於香港大學社會科學系學士畢業，主修。曾於無綫新聞擔任港聞記者。2005年轉職有線新聞台體育記者及主播，離開有線新聞前，主要在《新聞最前線》時段内「體育Extra」播報。2017年9月重返無綫新聞，現為首席體育記者及主播同時兼任體育科主持。曾任《香港早晨》「體育速遞」主播。
陳焜傑曾於2018年9月16日颱風山竹襲港其間臨時轉為港聞組記者，在不同時段進行戶外新聞直播。在主持方面，更翡翠台及新聞台主持搶包山，龍舟競賽等大小節目。以新聞部一貫獨立性的方針下，是TVB少數的跨界別體育人，可在電視台各大體育節目主持日曝光更兼任體育主播。現時主要在無綫財經·資訊台主持節目《體育新世界》，同時為TVB各大體育節目兼任主持一職。
2020年，陳焜傑再次回歸新聞部體育組作任常駐《晚間新聞》體育主播。而3月9日起因星期一至五《六點半新聞報道》改為50分鐘播放，並再次加入將停播將近10年的體育新聞環節。陳焜傑成為復播環節的首位體育主播。
2021年6月27日，一名鐵路迷被問及屯馬綫通車感受時唱「屯馬開通真的很興奮」，翌日陳焜傑報道體育新聞時改成「尼馬休息真的很興奮」，引來鐵路迷廣泛討論。
2021年7月16日，成為TVB新聞部唯一體育記者出發前往日本東京，進行東京奧運的採訪。值得一提，今屆東京奧運現場採訪的香港記者均陳焜傑同樣曾經在有線新聞工作。離港期間，由另一體育記者文宇軒暫代其工作，包括於六點半新聞報道擔任體育主播。

## 演出網路短劇
2014年1月25日，陳焜傑演出反映香港樓價超高的網絡短劇：《公屋. 居屋. 私樓》。當時飾演他女友則是前無線、有線新聞記者陳洛鈞。